# Tephrina perturbata
Tephrina perturbata là một loài bướm đêm trong họ Geometridae.